# 薩博-21戰鬥機
薩博-21是由瑞典紳寶集團設計製造的下單翼單座活塞戰鬥機。雙臂垂直安定面以及推進螺旋槳的設計賦予該飛機相對於同時代飛機的獨特外觀。獨特外觀則來源於多功能戰鬥機的定位：推進螺旋槳的設計令機頭部分可根據需要配置武器，並提供駕駛員良好視野及能見度；單發及雙臂垂直安定面則賦予飛機戰鬥機的機動性。爲了使飛行員安全跳傘，薩博-21配備了彈射座椅。雖然在1943年初首飛，但直到1945年底才正式在瑞典空軍服役，此時二戰業已結束。首批服役的戰鬥機被編號為J 21A-1，緊隨其後的是配備重型武器的J 21A-2，以及專職對地攻擊的A 21A-3。鑒於噴射動力飛機在二戰后的普遍應用，紳寶亦按照瑞典空軍的興趣推出由德哈維蘭葛布林噴射發動機改裝而成的薩博-21R。
僅在服役不到10年後，薩博-21的各類機型便被吸血鬼戰鬥機和薩博-29「大圓桶」取代。

## 研發

### 確定計劃
作爲瑞典政府加强空中武備成立的公司，紳寶集團在1937年成立伊始便著手多功能戰鬥機的研發工作。其中大部分飛機的設計思路基於當時性能卓越，小巧緊凑的布里斯托金牛座發動機，因此誕生了許多非常規的設計佈局。其中的一種佈局是單發推進螺旋槳雙臂垂直安定面，發動機配置于駕駛艙後部。這樣的設計佈局擁有諸多優點：機頭部分可根據需要配置武器；駕駛員良好視野及能見度；發動機配套系統易於維護。雖然這項頗有前途的設計已經完成，但并未付諸測試生產，直到1941年巴巴羅薩計劃徹底威脅到瑞典的中立國地位。
二戰開始時，瑞典尚未擔憂自己的中立國地位，直到納粹入侵比利時以及蘇芬戰爭的爆發。由於多個中立國遭到入侵，瑞典開始擔憂中立乃至自身獨立的問題，并於1939年底開始擴軍。鑒於閃電戰效應，瑞典擴軍的重點集中於確保制空權、采購外國戰鬥機與自研新式戰鬥機。但由於歐洲各國都被捲入戰爭，很少有國家會有餘力向中立國出售武裝。而僅憑瑞典自身的生產力若保障制空，則要遲至1943年才可達成。在沒有選擇的餘地下，瑞典不得不購買業已落後時代的意大利CR.42戰鬥機作爲權宜之計。但老舊的意大利雙翼戰鬥機在面對更先進的單翼戰鬥機時，無異於螳臂當車杯水車薪。於是，測試生產紳寳集團的各項超前設計被緊急提上日程。

### 標注
1. 1 2 3  Widfeldt 1966, p. 3.
2. 1 2  Cattaneo 1967, pp. 10-12.
3. ↑  . Avrosys.nu.   [22 July 2009]. （原始内容存档于5 February 2007）.

### 書目
- Billing, Peter. "A Fork-Tailed Swede." Air Enthusiast No. 22, August–November 1983.
- Cattaneo, Gianni. The Fiat CR.42 (Aircraft in Profile number 170). Leatherhead, Surrey, UK: Profile Publications Ltd., 1967. No ISBN.
- Erichs, Rolph, Kai Hammerich, Gudmund Rapp et al. The Saab-Scania Story. Stockholm: Streiffert & Co., 1988. ISBN 91-7886-014-8.
- Kofoed, Hans. . Air Enthusiast. No. 25. 1984: 79. ISSN 0143-5450.
- Millot, Bernard.  [A Swedish Twin-tailed Devil: The Saab J21, Part 1]. Le Fana de l'Aviation. July 1976, (80): 28–33. ISSN 0757-4169 （法语）.
- Millot, Bernard.  [A Swedish Twin-tailed Devil: The Saab J21, Part 2]. Le Fana de l'Aviation. August 1976, (81): 30–31. ISSN 0757-4169 （法语）.
- This Happens in the Swedish Air Force (brochure). Stockholm: Information Department of the Air Staff, Flygstabens informationsavdelning, Swedish Air Force, 1983. No ISBN.
- Widfeldt, Bo. The Saab 21 A & R (Aircraft in Profile number 138). Leatherhead, Surrey, UK: Profile Publications, 1966. No ISBN.
- Wilson, Stewart. Combat Aircraft since 1945. Fyshwick, AU: Aerospace Publications, 2000. ISBN 1-875671-50-1.